# Manille (jeu)
Pour les articles homonymes, voir Manille (homonymie).
La manille est un jeu de cartes d'origine espagnole. Il se joue principalement à quatre joueurs répartis en deux équipes de deux partenaires, mais peut être joué aussi de manière individuelle de deux à quatre joueurs. Adapté en France, il y acquiert une forte popularité dans les deux dernières décennies du XIXe siècle, qu'il conserve jusqu'en 1940. Il a été détrôné par la belote. Il est pratiqué en France et en Belgique avec un jeu de 32 cartes aux enseignes françaises, en Catalogne avec un jeu de 48 cartes aux enseignes espagnoles, et au Mexique avec un jeu de 40 cartes aux enseignes espagnoles ou françaises. Une de ses particularités est de placer la plus haute des basses cartes – dans l'ordre naturel – en haut de la hiérarchie. Ainsi, avec 32 cartes c'est le dix le plus fort, avec 48 cartes c'est le neuf, et avec 40 cartes c'est le sept. Cette plus forte carte est appelée manille. Le jeu de la manille comporte de nombreuses variantes. Cet article ne traite que de la manille avec 32 cartes.

## Historique
La manille est originaire d'Espagne où elle est pratiquée depuis au moins le début du XVIIIe siècle, d'abord sous le nom de malilla mais aujourd'hui sous celui de manilla, avec un jeu de 48 cartes aux enseignes espagnoles. Un tel jeu a la particularité de ne comporter que neuf cartes basses – de l'as au neuf – par enseigne. Au jeu de la manilla, c'est la plus haute de ces cartes – donc le neuf – qui est choisie pour être la plus forte des douze que compte chacune des quatre enseignes, et on lui attribue le nom de manilla. L'as prend la deuxième place.
En passant en France, dans la deuxième moitié du XIXe siècle, le jeu a pris le nom de manille, et la seule modification apportée a été l'utilisation d'un jeu de 32 cartes aux enseignes françaises. De fait, la plus haute des cartes basses, qui était le neuf à la manilla, est devenue le dix à la manille. L'as prend, comme à la manilla, la deuxième place, et il porte le nom de manillon.
Dès la fin du XIXe siècle, la manille a connu plusieurs variantes telles que la manille parlée, la manille aux enchères, la manille aux enchères avec misère, le dix-sept, la manille à deux.
De son côté, vers le milieu du XXe siècle, une variante de la manilla a fait son apparition en Catalogne sous l'appellation de botifarra. Celle-ci, qui permet d'une part au donneur, ou à son équipier, de choisir l'atout, contrairement à la manilla où l'atout est imposé par la retourne de la dernière carte distribuée, et d'autre part à l'équipe adverse de contrer pour doubler les points du coup, diminue la place du hasard dans le jeu. La botifarra a fini par supplanter la manilla en Catalogne.
En France, après s'être implantée dans le grand sud-ouest, la manille s'est propagée dans toutes les régions et elle est devenue le jeu le plus populaire pratiqué dans les bars et les cafés. L'exemple le plus notoire de sa popularité est la fameuse partie de cartes de la pièce (puis du film) de Marcel Pagnol, Marius (1929 pour la pièce, 1931 pour le film).
Cependant, depuis la fin de la Première Guerre mondiale, un autre jeu, proche en apparence, la belote, prend de plus en plus d'ampleur et, après la fin de la Seconde Guerre mondiale, devient le jeu le plus populaire en France, supplantant la manille.

## Jeu de la manille muette
Les règles qui suivent sont celles de la manille muette. Elles servent de base à toutes les variantes. La manille muette tire son nom du fait que les joueurs n'ont absolument pas le droit de parler sur le coup.
Dans la partie de cartes de Marius, les joueurs pratiquent la manille muette tant qu'ils sont au nombre de quatre. Lorsqu'ils se retrouvent à trois, les joueurs passent à la variante dite manille aux enchères, puis finalement lorsqu'ils ne sont plus que deux, ils terminent à l'écarté qui est un tout autre jeu de cartes.

### Ordre des cartes
Pour chacune des quatre couleurs – pique, cœur, carreau, trèfle –, les cartes suivent l'ordre hiérarchique descendant suivant :
|  |  |  |  |  |  |  |  |

Le dix est la carte la plus forte ; elle est appelée manille.
L'as est la carte suivante et porte le nom de manillon.
Le jeu de 32 cartes comporte ainsi quatre manilles et quatre manillons.

### Valeur des cartes
Chaque carte vaut un nombre de points qui dépend de son rang. Soit 5 pour le dix, 4 pour l'as, 3 pour le roi, 2 pour la dame et 1 pour le valet. Les autres cartes ne valent aucun point.
Le nombre total de points contenus dans le jeu de 32 cartes est donc égal à 60.

### Préparation
Le jeu est mélangé et coupé d'au moins deux cartes. Le donneur distribue ensuite 8 cartes, 4 par 4, en commençant par le joueur situé à sa droite et en tournant dans le sens inverse des aiguilles d'une montre.
Le donneur retourne la dernière carte qui lui revient, et la laisse visible jusqu'à ce que la première levée soit faite. La couleur de cette carte, appelée retourne, détermine l'atout – pique, cœur, carreau ou trèfle.

### Règles
Le joueur situé à droite du donneur joue la première carte pour la première levée, et pour les levées suivantes c'est celui qui a fait la dernière levée qui joue en premier. Chacun joue à son tour dans le sens inverse des aiguilles d'une montre en suivant les règles du jeu de la carte.

#### Jeu de la carte
Quand un joueur possède la couleur demandée :
- Il est obligé de jouer une carte de cette couleur – cette action s'appelle fournir.
- S'il le peut, il est obligé de jouer une carte de cette couleur, plus forte que celle jouée par l'adversaire – cette action s'appelle monter.

Quand un joueur ne possède pas de la couleur demandée et que l'adversaire est maître :
- Il doit jouer un de ses atouts – il coupe.
- Si l'adversaire a lui-même coupé, il doit surcouper en jouant un atout plus fort.
- S'il ne peut pas être maître à son tour – qu'il ait de l'atout ou qu'il n'en ait pas –, il peut jouer la carte qu'il souhaite – cette action s'appelle se défausser.

Quand un joueur ne possède pas de la couleur demandée et que son partenaire est maître :
- Il peut, à sa guise, couper ou se défausser.

#### Levées et plis
Les quatre joueurs ayant joué leur carte, celui qui a mis l'atout le plus fort, ou, à défaut d'atout, celui qui a mis la carte la plus forte dans la couleur demandée, fait la levée. Il lève les quatre cartes et les plie devant lui faces cachées. Les quatre cartes de la levée ainsi rassemblées constituent ce que l'on appelle un pli.
Les plis réalisés par une équipe sont conservés par un seul des deux joueurs de cette équipe, et doivent être placés en croix, les uns sur les autres pour bien les distinguer.
Le joueur qui vient de faire la levée joue en premier pour la suivante – on dit qu'il a la main.
Seul le dernier pli réalisé peut être consulté, mais il ne peut l'être que par le joueur à qui c'est le tour de jouer.

#### Décompte des points
Les points sont marqués à deux périodes du coup :
- Juste après avoir distribué les cartes, le donneur retourne la dernière carte – elle lui appartient. Si cette carte est marquante, l'équipe du donneur en ajoute immédiatement les points à son compte.
- Une fois le coup terminé – les huit levées sont faites –, on compte les points faits par chaque équipe en additionnant les points des cartes ramassées ainsi qu'un point par pli réalisé. Il y a donc 68 points au total : 60 points pour la valeur des cartes + 8 points pour les plis. L'équipe ayant le plus de points, marque le nombre de points au-delà de 34 (exemple : si l'équipe A a 10 points et l'équipe B 54, celle-ci gagne et marque 20 points), l'autre ne marque rien. Si les deux équipes ont le même total (soit 34 points sur un total de 68), le coup est nul et aucune équipe ne marque.

Les points de la carte retournée peuvent ainsi être comptés deux fois : une première au moment de la retourne par l'équipe du donneur, et une deuxième à la fin du coup par l'équipe qui l'a dans ses plis.

#### Fin de la partie
Il existe plusieurs manières de jouer une partie de manille. La plus classique consiste à jouer deux manches de 34 points, et en cas d'une manche gagnée par chaque équipe, une belle – manche pour se départager – de 44 points. C'est ce que l'on appelle la partie liée.
On peut aussi jouer une partie sèche, c'est-à-dire en une seule manche de 34 points ou de 44 points.
Il est à noter que les points de retourne, étant marqués immédiatement, peuvent terminer une manche sans avoir à jouer le coup pour lequel la distribution a été faite.
La partie de manille muette dans Marius, de Marcel Pagnol, est jouée en 34 points.

#### Incidents
Si une de ces règles du jeu de la carte n'est pas respectée, on dit qu'il y a renonce. Le coup est alors annulé et le camp qui a renoncé est pénalisé.
Si un des camps a renoncé ou triché, le coup est annulé et le camp adverse marque le maximum de points possible sur le coup soit 34 points.

## Variantes classiques

### Manille parlée
La manille parlée est généralement citée dans les ouvrages sur le jeu comme ayant été la variante la plus pratiquée, devant la manille muette. Elle l'aurait même précédée. Cependant si la manille date en France de la deuxième moitié du XIXe siècle, alors cette manière de jouer en parlant n'était pas nouvelle. Un autre jeu était pratiqué en France depuis au moins le début du XVIIIe siècle sur le même principe : il s'agit de la sizette qui était jouée à six par deux équipes de trois joueurs s'échangeant verbalement des informations sur leurs jeux respectifs.
À la manille parlée, les partenaires sont autorisés à se communiquer des informations sur leurs jeux respectifs de manière orale, mais selon une procédure bien établie afin d'éviter de longues discussions. De plus, ils peuvent le faire de manière visuelle sous condition.
Une fois la distribution des cartes faite, le donneur montre la retourne qui détermine l'atout. Le joueur placé à sa droite sera le premier à jouer pour le coup constitué de huit levées. Cependant, contrairement à la manille muette, ce joueur est autorisé à poser des questions à son partenaire afin de prendre connaissance de son jeu. Le partenaire doit répondre de manière claire à ces questions et ne jamais mentir, ni user de mimiques ou de mots de convention. Le premier peut aussi donner à son partenaire des informations sur son propre jeu, et aller jusqu'à lui demander de montrer son jeu ou à montrer le sien – l'équipe adverse doit le voir aussi.
Tactiquement, il est évident que les renseignements ainsi échangés doivent être réduits au strict nécessaire afin de ne pas trop renseigner l'équipe adverse.
L'équipe adverse doit garder le silence pendant toute la levée, et concernant l'équipe qui a la main, seul celui qui a commencé à questionner son partenaire au cours de la levée peut encore le faire, mais uniquement quand celui-ci devra jouer sa carte.
Ainsi au cours d'une levée, un seul joueur peut questionner son partenaire. Pour la première levée c'est le premier en cartes, pour les levées suivantes c'est celui qui a la main – c'est-à-dire celui qui a fait la dernière levée.
D'autre part, celui qui questionne gouverne son équipe en pouvant demander à son partenaire de jouer telle ou telle carte. De même le partenaire qui hésite sur la carte à jouer peut demander son avis au gouverneur. C'est la seule initiative, dans la parole, que peut prendre le partenaire.
Plutôt que de laisser le titre de gouverneur d'une équipe au premier en cartes pour la première levée, et à celui qui a la main pour les levées suivantes, il est possible que, juste après la distribution, quand les joueurs ont pris connaissance de leurs cartes, chaque équipe désigne son gouverneur qui le restera durant tout le coup de huit levées. Ce choix est généralement fait sur la base de l'expérience des joueurs. Dans le cas d'une telle attribution du titre de gouverneur, c'est toujours celui-ci qui a l'initiative des questions et qui peut commander son partenaire pour jouer une carte lorsque son équipe a la main, que ce soit lui ou son partenaire qui ait fait la dernière levée.
Pour le reste, la manille parlée suit en tout point les règles de la manille muette. Pour ce qui est des incidents, le fait de mentir sur son jeu est aussi passible de la marque maximale de 34 points.

## Autres variantes

### Variante belge:manillen
Manillen est une variante de la manille jouée en Belgique, principalement dans la province de Flandre-Occidentale et dans la région de Mons.
Chaque pli remporté ne rapporte pas de point intrinsèque. Le total des points disponibles est donc de 60.
Si une partie se termine par 30-30, la partie suivante compte double.
C'est le joueur situé à gauche du donneur qui entame le premier pli.
Ce sera aussi lui qui sera donneur à la donne suivante.
Dans une partie complète chaque équipe choisit 10 fois l'atout, il faut donc 20 donnes en tout. Chaque équipe est obligée de choisir au moins deux fois "Sans-Atout" sur l'ensemble de ses 10 donnes.
Le terme "en face" est souvent remplacé par "passe" ou "passe-parole".
Si on passe-parole, le partenaire peut passer-parole aussi mais le donneur ne peut pas passer-parole une deuxième fois.
Une fois l'atout (ou sans atout) choisi, le joueur à gauche du dernier à avoir parlé doit soit "passer" soit "contrer" (aussi appelé "coincher"); s'il passe, son partenaire peut maintenant lui aussi choisir de "passer" ou "contrer". Si un des deux adversaires a contré, la partie est contrée et compte double. Si la partie est contrée, chacun des partenaires ayant choisi l'atout (en commençant par celui situé à gauche du joueur ayant contré) reçoit l'occasion de "sur-contrer" (="sur-coincher"), si l'un des deux partenaires choisit de surcontrer, la partie compte maintenant le double d'une partie contrée c’est-à-dire 4 fois une partie normale. Ceci est cumulable avec le doublement de score d'une partie jouée à Sans-atout. Les décisions de (sur-)contrer ou non doivent se prendre sans concertation et sans afficher d'hésitation.
Lorsqu'on peut légalement le faire, on est obligé de mettre une carte permettant de prendre le pli. (sans présager des cartes qui seront jouées par les éventuels joueurs suivants).
Seule exception : le partenaire est déjà maître.

#### Manillen à 3 joueurs
La partie se déroule comme dans la variante belge décrite ci-dessus sauf que:
La partie se joue à 3 joueurs et se déroule en 30 donnes.
Le donneur choisit l'atout et joue seul contre les deux autres.
Chaque joueur doit choisir au moins deux fois "sans-atout" sur l'ensemble de la partie.
Les cartes sont distribuées en 4 lots de 2 ou 3 cartes par personne de manière à faire 10 cartes par joueur. (par exemple 2-2-3-3 ou 3-2-2-3)
Au cours de cette distribution, deux des 32 cartes doivent être mises face cachée dans le "chien". La dernière carte distribuée ne peut pas aller dans le chien.
Une fois l'atout choisi et toutes les décisions de contrer/sur-contrer prises, le donneur peut échanger une ou deux de ses cartes (face cachée) avec celles du chien.
Cet échange doit se faire à l'aveugle (c’est-à-dire sans consulter le chien avant) et en une seule fois (Il ne peut donc pas, par exemple, changer une carte, réfléchir, décider d'en changer une autre). Si le joueur choisit de changer une et une seule carte, la carte reprise doit être la première carte du chien (celle du dessus).
Le donneur ne peut en aucun cas changer d'avis et renoncer à l'échange après avoir vu l'une ou l'autre carte du chien.
Les cartes qui se trouvent dans le chien après l'éventuel échange ne sont pas révélées et en fin de mène, elles sont ajoutées aux plis remportés par le donneur.
En fin de mène, les adversaires du donneur comptent les points accumulés dans leurs plis et en soustraient 30, ce résultat, (qui peut donc être négatif) est noté dans la colonne de score de chacun des deux adversaires.
Le donneur fait de même sauf qu'il multiplie le résultat final par deux. 
Le total des points de tous les joueurs doit donc en permanence être de zéro.

#### Manillen à 2 joueurs
Dans la variante à deux joueurs (dite "découverte"), chaque joueur dispose de deux groupes de 16 cartes : les cartes de main (8), et les cartes de table (8). Les cartes de table sont disposées en deux rangées horizontales de quatre carte (une par joueur) séparées par assez d'espace pour permettre de jouer les cartes.
Donne : 
1. Cartes de main : quatre cartes chacun, données alternativement deux par deux en commençant par l'adversaire,
2. Cartes de table : alternativement, deux rangées horizontales de quatre cartes faces cachées en commençant par la rangée de l'adversaire,
3. Comme 1,
4. Comme 2 mais faces visibles, superposée aux rangées de faces cachées distribuée en 2.

Le donneur choisit l'atout (ou sans atout) et, après d'éventuels contre/sur-contre, son adversaire entame pour le premier pli.
Les cartes sur table situées le plus proche de chaque joueur appartiennent à celui-ci et sont jouées exactement comme si elles faisaient partie de sa main (la différence est que chaque joueur a connaissance des cartes visibles de son adversaire). 
Quand une des cartes de table face visible est jouée, la carte face cachée qui se trouvait sous la carte visible est révélée à la fin du pli en cours. Une carte face cachée ne peut pas être regardée avant que la carte qui la recouvre ne soit jouée.

## Considérations stratégiques
Il est difficile de donner des conseils stratégiques s'appliquant à toutes les variantes. 
- D'une manière générale, il est assez important de savoir à tout instant combien il reste de cartes dans chaque couleur (particulièrement dans la couleur atout), qui ne possède plus de carte dans chaque couleur et quelle est la plus forte restante dans chaque couleur. En combinant ces informations, vous aurez de précieux indices vous permettant par exemple de décider s'il est préférable de charger un pli dont votre partenaire est maître ou de conserver vos cartes fortes pour plus tard. Ceci est particulièrement important dans la variante à 3 joueurs.

- Il est également utile d'observer qui s'est montré incapable de se rendre maître d'un pli. Ainsi par exemple, si vous jouez le 8 de cœur comme première carte d'un pli et que votre adversaire de gauche pose le 7, vous pouvez être certain qu'il ne possède plus aucun autre cœur en main.

- Ne pas oublier que l'important est le contenu des plis remportés. Le nombre de plis remportés est au mieux subalterne (voire non pertinent dans certaines variantes).

- Dans la variante à deux joueurs, il est souvent très important de manœuvrer de manière que l'adversaire soit forcé de jouer dans les couleurs où vous possédez des cartes moyennes ou fortes qui ne se suivent pas. Par exemple, si vous avez juste la manille et le roi de pique et que vous jouez cette couleur de votre propre chef, vous remporterez probablement exactement 5 points dans cette couleur ; à l'inverse, si c'est l'adversaire qui joue pique, vous remportez très probablement au moins 8 points dans cette couleur.

## Glossaire
- Coup : Temps de jeu commençant à la distribution des cartes et finissant avec la dernière levée, soit la huitième à quatre joueurs. À la muette, « on ne parle pas sur les coups ».
- Levée : Pris communément pour le tour de table pendant lequel chaque joueur joue une carte. Dans l'absolu, action de ramasser les cartes de ce tour par celui qui a joué la plus forte carte. On dit, ainsi, « faire la levée ». La levée désigne aussi les cartes ramassées sur un tour de cartes, avant qu'elles ne soient pliés.
- Pli : Nom donné à la levée après qu'elle a été pliée (cartes rangées faces cachées) devant celui qui l'a faite ou son partenaire. On compte les points dans les plis.
- Charger : Mettre une carte valant beaucoup de points sans que cela soit utile pour faire la levée.
- Contrer/Coincher : Action permettant dans certaines variantes d'augmenter l'enjeu du coup.
- Surcontrer/Surcoincher : Action permettant dans certaines variantes d'augmenter l'enjeu du coup lorsque celui-ci a déjà été contrée/coinchée.
- Couleur demandée : Couleur de la première carte jouée pour une levée.
- Couper : Jouer une carte atout lorsque la première carte jouée pour la levée n'en est pas un.
- Défausser : Joueur une carte qui n'est ni un atout ni de la couleur demandée.
- Donneur : Le joueur qui distribue ou a distribué les cartes du coup.
- Premier en cartes : Le joueur qui joue la première carte du coup.
- Entameur : Synonyme de premier en cartes.
- Fourchette : Plusieurs cartes d'une même couleur (généralement deux) entre lesquelles il manque une carte selon l'échelle des valeurs. (Par exemple manille et roi, ou as et dame)
- Maître (être) : Avoir posé la carte qui permettra de faire la levée si personne d'autre n'interfère.
- Manille : Chacun des quatre dix du jeu de cartes.
- Manillon : Chacun des quatre as.
- Renoncer : Faute consistant à ne pas jouer une carte de la couleur demandée alors qu'on en possède une.
- Suivre : Jouer une carte de la couleur demandée.
- Surcouper : Jouer une carte atout lorsque la couleur demandée n'en est pas et qui il y a au moins une carte atout moins forte déjà jouée.

## Dans la culture populaire
- Une partie de manille est devenue mythique : c'est la fameuse « partie de cartes » de Marcel Pagnol dans le premier volet de la Trilogie marseillaise, Marius. Elle oppose César (Raimu) et Escartefigue (Dullac) à maître Panisse (Charpin) et monsieur Brun (Pierre Asso puis Robert Vattier), avec la célèbre réplique « Tu me fends le cœur ! ».
- Il est question de « manilleurs » dans la chanson de Charles Trenet « Le grand café » : « Ah ! vous eussiez mieux fait de rester ailleurs Que d'entrer dans ce café plein de manilleurs ».
- Il est question de joueur de manille dans le poème « La guerre et ce qui s'ensuivit » de Louis Aragon : « Tu n'en reviendras pas vieux joueur de manille / Qu'un obus a coupé par le travers en deux / Pour une fois qu'il avait un jeu du tonnerre ».